# Кристален дворец
Кристалният дворец (на английски: The Crystal Palace) е новаторска за времето си сграда от чугун и стъкло, издигната в Лондонския Хайд Парк по повод провеждането на Голямото изложение през 1851 г. В двореца са били разположени щандовете на над 14 хиляди изложители от цял свят, демонстриращи достиженията на Индустриалната революция.
Сградата е проектирана от Джоузеф Пакстън с дължина 560 m и височина 39 m и заема площ от 92 000 m2. Използвани са 84 000 m2 плоско стъкло, доставено от Бирмингам. Методът за получаване на плоско стъкло е изобретен през 1848 г. и такова голямо количество стъкло се използва за първи път в строителството. Оценката за сградата е била много висока и за това си достижение архитектът е удостоен с благородническа титла.
След 6-месечния период на изложението възниква необходимост да се намери ново приложение на ефектната сграда. Ето защо тя е демонтирана и преместена в Южен Лондон, където е разширена и след две години отново е открита официално от кралица Виктория. Кристалният дворец престоява на новото си място от 1854 до 1936 г.
На 30 ноември 1936 г. сградата е обхваната от пожар и изгаря напълно. Тя не може да бъде възстановена, тъй като се оказва, че не е застрахована за пълната ѝ стойност и застраховката не може да покрие дори частично възстановяването. Британската общественост приема с изключително тъжни чувства загубата на един от символите на Лондон.